# Isturgia nigricaria
Isturgia nigricaria là một loài bướm đêm trong họ Geometridae.